# Leon Gliński
Leon Konrad Gliński (ur. 13 lutego 1870 w Gorzkowicach, zm. 7 lipca 1918 w Krakowie) – polski lekarz patolog, profesor Uniwersytetu Jagiellońskiego. Autor klasycznego opisu zmian patologicznych w niedoczynności przysadki (choroba Glińskiego–Simmondsa).

## Życiorys
Ukończył III Gimnazjum w Warszawie, następnie wstąpił na Uniwersytet Warszawski. Zagrożony aresztowaniem opuścił Królestwo Polskie i udał się do Krakowa, gdzie od 1893 kontynuował studia na Uniwersytecie Jagiellońskim. Podczas studiów wydał skrypt do nauki histologii na podstawie wykładów Napoleona Cybulskiego i podręczników zagranicznych. Jeszcze na studiach był asystentem wolontariuszem w zakładzie anatomii patologicznej Tadeusza Browicza. 16 lipca 1897 otrzymał dyplom doktora wszech nauk lekarskich. W 1899 został etatowym asystentem. W 1905 roku habilitował się i został docentem prywatnym anatomii patologicznej. Przyznano mu stypendium na wyjazd za granicę do Paryża, gdzie uczył się bakteriologii. W 1909 mianowany profesorem nadzwyczajnym, musiał się jednak utrzymywać z etatu drugiego asystenta. Nie mógł mieć wykładów dla studentów, gdyż cały kurs wykładał Browicz. Od 1913 roku otrzymywał pensję ad personam. 24 grudnia 1917 uzyskał tytuł profesora nadzwyczajnego. Podczas I wojny światowej powołany do służby wojskowej w garnizonowym szpitalu w Krakowie.
W latach 1911–1913 opisał zmiany patologiczne w przysadce mózgowej pozostające w związku z ciążą i połogiem. Prace te ukazały się w języku polskim i niemieckim, na rok przed publikacjami Morrisa Simmondsa, uznawanego za odkrywcę charłactwa przysadkowego (zespołu Glińskiego-Simmondsa). W 1918 roku zaproponowano mu katedrę anatomopatologii w Warszawie. Przeprowadzając sekcję 29 czerwca w szpitalu wojskowym zasłabł, jak się okazało – zachorował na hiszpankę. Niecały miesiąc później zmarł. Pochowany jest na cmentarzu Rakowickim (pas 1, rząd płn).
Był autorem 32 prac naukowych.

## Prace
- O polipowatych nowotworach mięszanych przełyku. Przegląd Lekarski, 41, 1902
- Gliński, Horoszkiewicz. Ueber mikroskopische Vorgänge beim Nabelschnurabfall und deren gerichtsärztliche Bedeutung. Vierteljahrsschrift für gerichtliche Medizin und öffentliches Sanitätswesen 25, 1903
- Nabłoniak złośliwy kosmówki (chorioepithelioma malignum) w świetle nowszych badań. Przegląd Lekarski, 44, 1905
- O nerwiaku zwojowym (ganglioneuroma) wraz z opisem własnego przypadku. Przegląd Lekarski, 45, 1906
- Z kazuistyki zmian anatomo-patologicznych w przysadce mózgowej. Przegląd Lekarski, 52 (1), s. 13-14, 1913
- Ueber die Hypophyse im allgemeinen und ihre Veränderungen während der Schwangerschaft. Klin. therap. Wchnschr. 20, ss. 709; 742; 769, 1913

## Odznaczenia
- Kawaler Orderu Franciszka Józefa – Austro-Węgry (1917)[5].